# Marana
Marana is een plaats (town) in de Amerikaanse staat Arizona, en valt bestuurlijk gezien onder Pima County.

## Demografie
Bij de volkstelling in 2000 werd het aantal inwoners vastgesteld op 13.556.
In 2006 is het aantal inwoners door het United States Census Bureau geschat op 29.989, een stijging van 16433 (121.2%).

## Geografie
Volgens het United States Census Bureau beslaat de plaats een oppervlakte van
190,5 km², waarvan 188,2 km² land en 2,3 km² water. Marana ligt op ongeveer 626 m boven zeeniveau.

## Plaatsen in de nabije omgeving
De onderstaande figuur toont nabijgelegen plaatsen in een straal van 24 km rond Marana.